# Josias von Heeringen
Josias von Heeringen (Kassel, 9 de março de 1850 – Charlottenburg, 9 de outubro de 1926) foi um general e ministro da guerra prussiano.

## Carreira
Comando o 7º exército do Império Alemão em 2 de agosto de 1914, o qual repeliu com sucesso o avanço francês pela Alsácia, previsto pelo Plano XVII (Batalha de Mulhouse). Heeringen recebeu a parabenização pessoal do Kaiser Wilhelm II e a medalha Pour le Mérite, a mais alta honraria militar prussiana.
Durante a primeira Batalha de Aisne, contribuiu na interrupção da contra-ofensiva da força expedicionária britânica e do 6º e 7º exército francês.
Permaneceu no comando do 7º exército até 28 de agosto de 1916, data em que recebeu a Cruz de Ferro com Folhas de Carvalho.

## Honrarias
- Cruz de Ferro
- Pour le Mérite